# Реальное училище имени Дома Романовых
Новониколаевское реальное училище имени Дома Романовых — образовательное учреждение, созданное в 1900-х годах в Новониколаевске. Закрылось после установления советской власти.

## История
Новониколаевское реальное училище имени Дома Романовых было правопреемником частного мужского училища, открытого в 1906 году в Новониколаевске (сейчас — Новосибирск).
Учебное заведение открылось как училище I разряда и было оснащено различными учебными пособиями. Здесь для поступления в технические вузы проходили подготовку юноши. В то же время в училище уделялось большое внимание урокам пения и гимнастики.
Ученикам предоставлялся платный завтрак, который, как правило, состоял из бутербродов с телятиной, ветчиной и сыром, из стакана какао или чая. Малообеспеченные дети питались бесплатно.
28 января 1908 года учреждение преобразовали в частное реальное училище.
В 1908 году Новониколаевская городская управа подала архитектору Западно-Сибирского учебного округа Андрею Крячкову заказ на проект реального училища, строительство которого первоначально планировалось в восточной части Ярмарочной площади, однако землю под будущее здание отвели возле собора Александра Невского на Николаевском проспекте. По смете на строительные работы в 1910 году было выделено 211 912 рублей.
1 января 1910 года заведение преобразовано в правительственное училище.
До октября 1912 года училище размещалось в частном кирпичном здании, там, где в настоящее время Вокзальная магистраль пересекает Советскую улицу.

### Открытие

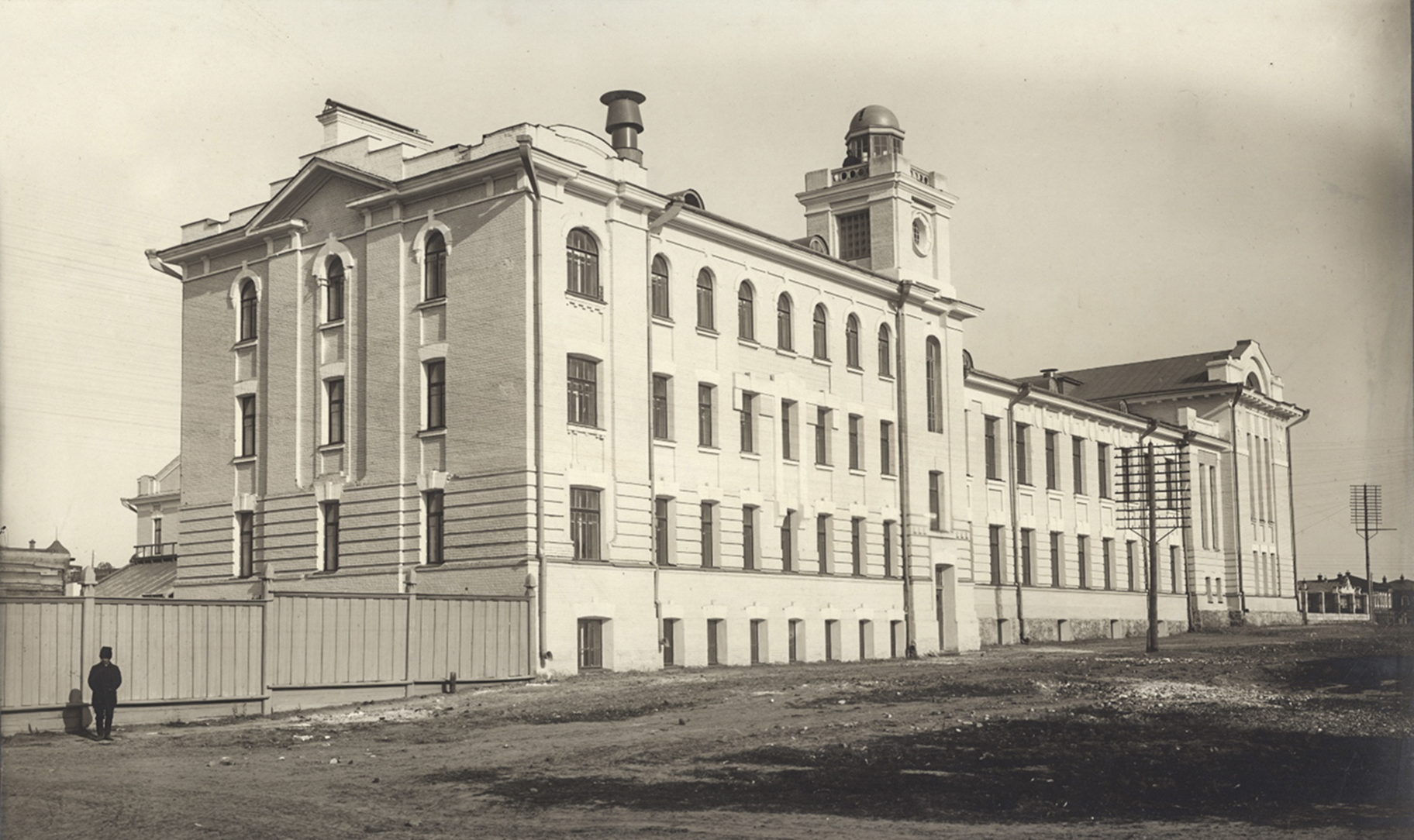
Вид с улицы Спасской. Дореволюционная фотография.

20 октября 1912 года училище было освящено, после чего началась учёба. Руководителем учебного заведения был назначен коллежский советник Г. А. Бутович.
Училище было построено с соблюдением всех санитарно-гигиенических норм, касающихся освещённости, ориентации помещений и размеров комнат, его электрифицировали и оборудовали автономным водопроводом с канализацией.
21 февраля 1913 года по случаю празднования 300-летия дома Романовых учебное заведение было названо «Реальным училищем имени Дома Романовых».
В период Первой мировой войны учёба не прерывалась, однако в училище разместился питательный пункт для военных.

### Прекращение работы

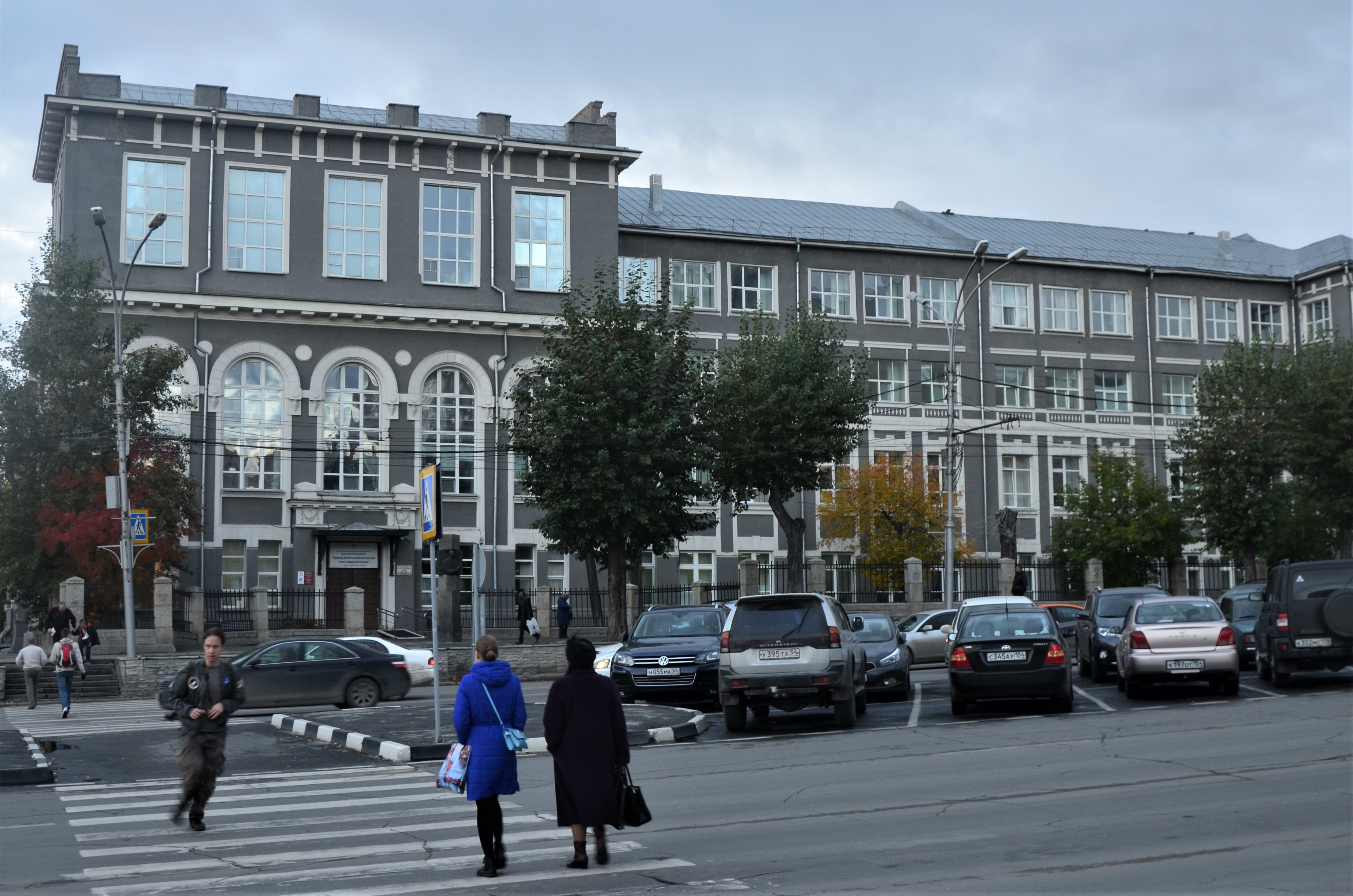
Здание училища в настоящее время

После прихода в Новониколаевск советской власти реальное училище перестало существовать. Начиная с 1921 года здание училища занимали различные государственные организации: Сибревком, Сиббюро ЦК РКП(б), Сибкрайком РЛКСМ, Сибкрайисполком, Сибкрайком, Сибоно, Сибзем, Сибрабкрин.
В 1929 году к зданию была сделана надстройка двух этажей (архитекторы: И. А. Бурлаков, К. Е. Осипов, А. И. Бобров).
С 1929 по 1931 год в здании бывшего училища находился Сибирский химический политехникум, потом — Западно-Сибирский коммунистический университет имени Дзержинского и высшая коммунистическая сельско-хозяйственная школа.
С 1938 года здесь располагались медицинские организации: окружной военный госпиталь, областная клиническая больница с клиникой усовершенствования врачей, эвакогоспиталь и детская больница.
В настоящее время здание занимает Новосибирская детская больница № 3.

## Структура училища и образовательная деятельность

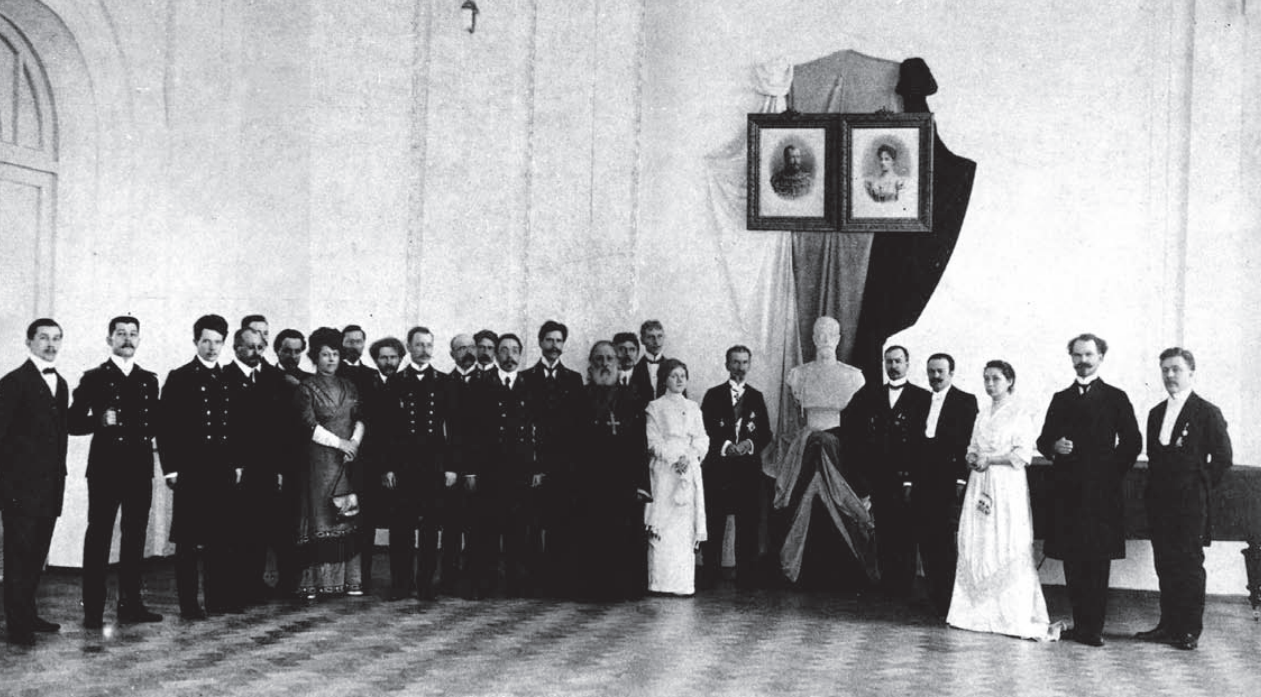

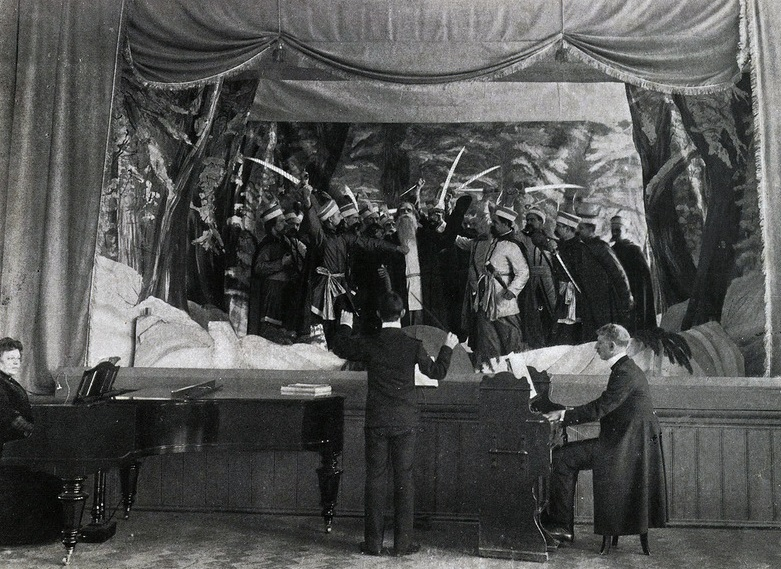
Постановка оперы «Жизнь за царя», 1913 год

Кроме безвозмездно переданных учебных пособий, инвентаря и мебели училищу также было выделено 10 000 рублей. Для физического кабинета было приобретено 382 инструмента и прибора, для естественно-исторического кабинета по зоологии, минералогии, ботанике — 1730 предметов, среди которых только представителей класса птиц из Западной Сибири насчитывалось примерно 300 экземпляров.
Помимо 8 классов в училище были: кабинеты физики, естественно-исторических наук, гимнастический и актовый залы, школьные метеорологические и обсерваторные станции, биологические и химические лаборатории, учительская комната, столовая, душевые для учеников, кабинет врача. Во дворе была устроена площадка для игр и гимнастических упражнений. Южное крыло здания примыкало к трёхэтажному жилому корпусу.
Ученическая и фундаментальная библиотеки насчитывали около 4 тысяч книг. Некоторые учебные пособия ученики создавали сами, благодаря чему в учебном заведении была создана коллекция насекомых, которых ученики младших классов собрали на экскурсиях
Занятия проводили квалифицированные преподаватели: учитель естественной истории А. Г. Лукин, начальница подготовительного отделения З. И. Бутович, законоучитель училища священник П. Я. Васильков, учитель музыки П. Н. Кузнецов, выпускник Хормейстерских курсов Императорской капеллы Н. С. Петров, преподававший в училище пение, учитель немецкого языка Г. М. Ассафей, преподаватель математики и физики П. И. Сенцов.
Много внимания в училище уделялось физическому развитию детей. Занятия по сокольской гимнастике проводил выпускник педагогических курсов в Праге Ф. И. Покорный, сумевший за короткий период не только подготовить учащихся к публичным гимнастическим вечерам, но и привить им любовь к гимнастике, которой они стали заниматься дополнительно 2 раза в неделю по 2 часа.
По вечерам также дополнительно проводились занятия по химии в лаборатории, уроки музыки и пения.
В 1912 году был создан духовой оркестр и хор из ста человек, певший в церкви, а также на различных праздниках и вечерах училища.
В 1913 году в училище была создана оранжерея с растениями для их изучения на ботанических уроках.
В актовом зале часто устраивались концерты и оперные спектакли. Самым большим проектом стала постановка под руководством учителя пения Н. С. Петрова оперы М. Глинки «Жизнь за царя», для этого мероприятия юношами училища и ученицами женской гимназии были созданы декорации и сшиты костюмы.
В 1916 году в училище обучалось более 200 детей в 7 классах.

### Экскурсии
Для учеников постоянно организовывались экскурсии, проходившие как за пределами Новониколаевска так и в его окрестностях.
В 1910 году ученики совершили путешествие к Телецкому озеру, состоявшееся при поддержке Общества попечения о недостаточных учениках реального училища, которое выделило 200 рублей, и города, выделившего училищу 100 рублей. Ученики заведения также многократно ездили на экскурсии в Крым, на Кавказ, по Волге.

## Известные выпускники
- Владимир Карлович Дени (1897—1953) — советский актёр и режиссёр театра «Красный факел» (1932—1953) и Новосибирского радиокомитета (1932—1953). Учился с 1907 по 1915 год[2].